# El Barraco
El Barraco è un comune spagnolo di 2 043 abitanti situato nella comunità autonoma di Castiglia e León.